# Eclytus sibiricus
Eclytus sibiricus är en stekelart som beskrevs av Dmitriy R. Kasparyan 1999. Eclytus sibiricus ingår i släktet Eclytus och familjen brokparasitsteklar. Inga underarter finns listade i Catalogue of Life.